# Joaquín Díaz González
Joaquín Díaz González (Zamora, 1947) è un musicista ed etnomusicologo spagnolo.

## Biografia
A quattro anni si sposta a Valladolid, dove frequenta le scuole medie e l'università. A metà degli anni sessanta, inizia a dedicarsi allo studio ed alla divulgazione della cultura tradizionale, concentrandosi specialmente sulla regione della Castilla y León, tenendo concerti e conferenze in Università di paesi diversi come: Spagna, Francia, Italia, Paesi Bassi, oltre agli Stati Uniti. Ha anche dedicato vari lavori al repertorio giudeospagnolo. Ha divulgato la musica tradizionale spagnola all'interno di programmi radiofonici e televisivi, sia in
Europa, sia in America che in Asia. Nel 1976 smette di tenere concerti, per concentrarsi nella divulgazione della cultura popolare. Nella sua lunga carriera ha pubblicato una cinquantina di libri su vari aspetti della tradizione: ballate, canzoni, espressioni popolari, e così via; diverse pubblicazioni hanno ospitato articoli firmati da lui, che è arrivato a pubblicarne circa duecento; ha pubblicato circa una sessantina di album ed ha partecipato alla creazione di altrettanti lavori altrui.
Dal 1980, anno della sua fondazione, dirige la Revista de folklore, una delle più importanti pubblicazioni dedicate alla cultura popolare in lingua spagnola. Esiste anche una fondazione che porta il suo nome, sita ad Urueña, nella provincia di Valladolid. Nel 2005 è stato nominato Doctor honoris causa dalla Facoltà di Lettere dell'Università di Valladolid. Nel
2008 ha ricevuto il Premio alla carriera, assegnato dall'academia de música de España.

## Discografia parziale
- 1967 Recital (Movieplay)
- 1968 Canciones de Navidad (Movieplay)
- 1969 De mi album de recuerdos (Movieplay)
- 1970 De la picaresca tradicional (movieplay)
- 1970 En viaje (Movieplay)
- 1971 Del cancionero tradicional
- 1971 Romanzas y cantigas sefardíes (Movieplay)
- 1971 Canciones de navidad (Movieplay)
- 1972 Romances tradicionales (movieplay)
- 1972 Canciones infantiles (Movieplay)
- 1973 Canciones del campo (Movieplay)
- 1973 Romances truculentos (Movieplay)
- 1974 Temas sefardíes (movieplay)
- 1975 Del llano a la montaña (Movieplay)
- 1976 Romances populares (movieplay)
- 1977 Selección (Movieplay)
- 1977 25 cuentos tradicionales (Movieplay)
- 1977 Tierra de Pinares (Movieplay)
- 1978 Romances de ciego (Movieplay)
- 1980 Canciones de Palencia (Movieplay)
- 1981 Canciones de Sanabria (Movieplay)
- 1986 Kantes djudeo-espanyoles (tecnosaga)
- 1987 Canciones de los Ancares (tecnosaga)
- 1987 Canciones de la Comunidad de Madrid (Tecnosaga)

Tra il 1987 ed il 1991 pubblica cinque album dal titolo Romances de allá y de acá, per la casa discografica Fonomusic.
- 1988 Navidad en Castilla y León (Junta de Castilla y León)
- 1989 Romances, villancicos y Aguinaldos (Tecnosaga)
- 1991 Canciones y romances compuestos por Joaquín Díaz (Fonomusic)
- 1992 Alta alta es la luna (Tecnosaga)
- 1996 Canciones y cuentos para niños (Tecnosaga)
- 1999 Romances del Cid (Pneuma)
- 2004 Romances de la Reina Isabel (con Javier Coble, openfolk)
- 2005 Dendrolatrías (Factoría autor)